# リーフェン・ヘファールト

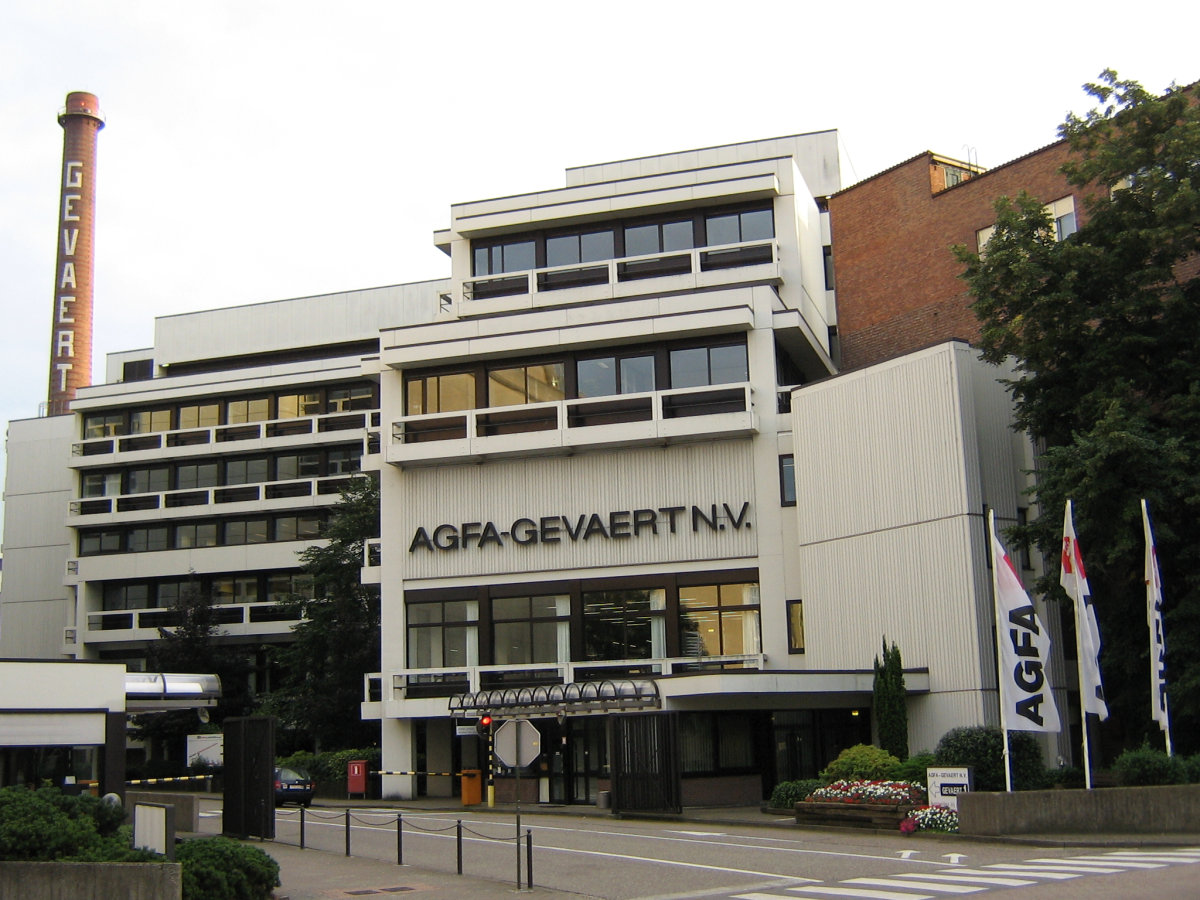
アグフア・ゲバルトベルギー工場。

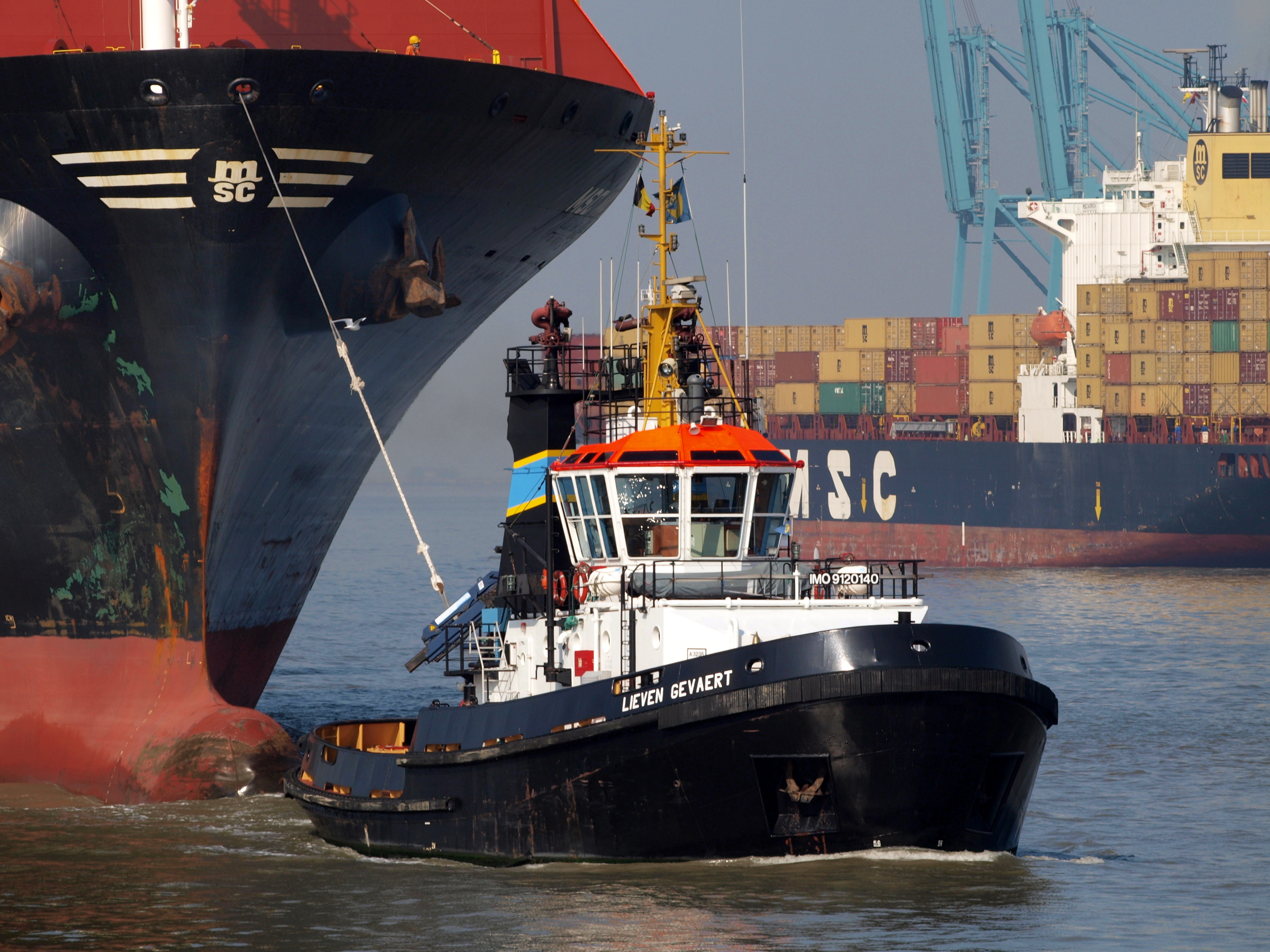
ヘファールトの名をもつタグボート「リーフェン・ヘファールト号」、アントワープ港。

リーフェン・ヘファールト（Lieven Gevaert, 1868年5月28日 - 1935年2月2日）は、ベルギー・フランドルの実業家・慈善家である。ドイツとベルギーの多国籍企業、アグフア・ゲバルトの前身の1社リーヴェン・ゲヴァルト商会（フランス語: Lieven Gevaert & Cie.）の設立者であり、日本ではリーベン・ゲバルト、リーヴェン・ゲバルトとも表記される。

## 人物・来歴
1868年（慶応4年）5月28日、ベルギー・フランドルのアントウェルペンで生まれる。
満3歳のころに父親を失い、満21歳になる1889年（明治22年）に母親とともに写真感光紙製造の個人事業を始める。1894年（明治27年）、同事業を行う企業「リーヴェン・ゲヴァルト商会」（リーフェン・ヘファールト商会）としてアントウェルペン市に登録する。従来の写真湿板に代わる「カルシウム感光紙」を開発、感光紙に写真乳剤を塗布するシステムを半オートメーション化し、1897年（明治30年）にはアントウェルペン州モルツェルに工場を建設する。1905年（明治38年）には、新たに工場を建設する。
ローマ教皇レオ13世が1891年（明治24年）5月15日に出した回勅『レールム・ノヴァールム』、およびローデウェイク・デ・ラートの著作の影響を強く受けた考えを持っていた。フランドルの主権をめぐる運動に加担したが、自らを政治の外側に置き続けた。オランダ語を商業の言語に導入することに尽力し、フランドル人のエリートを生み出すためのオランダ語教育に力を注いだ。
1926年（大正15年）、フランドル商工会議所を創設、初代会頭に就任する。
1935年（昭和10年）2月2日、オランダのデン・ハーグで死去する。満66歳没。
没後29年の1964年（昭和39年）6月1日、「リーヴェン・ゲヴァルト商会」の後身「ゲヴァルト写真製造」（オランダ語: Gevaert Photo-Producten N.V.）はアグフアと合併し、現在のアグフア・ゲバルトを形成する。合併前の同社は、映画用フィルム等の業務用に注力する写真技術の企業に成長していた。アグフア・ゲバルト本社は、2012年（平成24年）4月現在も、ヘファールトが工場を定めた地に存在する。
ルーヴェン・カトリック大学との協力の下に、その名を冠した「リーフェン・ヘファールト写真研究所」があり、同大学の出版部門がその名を冠した「リーフェン・ヘファールト叢書」を刊行している。2005年（平成17年）には、「主要なベルギー人」フランドル版で33位に選ばれた。

## フィルモグラフィ
リーフェン・ヘファールトに取材したドキュメンタリー映画が存在する。
- 『大フランドルはわれらの滑走路である リーフェン・ヘファールト』 Een groot Vlaming is ons ontvallen: Lieven Gevaert : 監督クレメンス・デ・ランツヘール（オランダ語版）、1935年[3]
- 『最初の労働者リーフェン・ヘファールト』 Lieven Gevaert, eerste arbeider : 監督リック・キュイペルス（英語版）、製作リーフェン・ヘファールト財団、1968年[4]